# بنك الخرطوم
بنك الخرطوم هو أول وأقدم بنك في السودان ويعتبر رائد الصناعة المصرفية في السودان وعضو رئيسي في اتحاد المصارف السودانية.

## النشأة
أتت نشأته مبكرة بعد دخول الاستعمار الإنكليزي بسنوات قليلة تحت مسمى بنك باركليز في عام 1913، ليكون فرعاً لبنك باركليز الأم، وهو من أكبر البنوك في إنكلترا التي كانت الدولة العظمى تغطي مستعمراتها كل العالم، فأصبح بنك باركليز الخرطوم يتعامل إقليمياً ودولياً مما أكسبه ثقة المراسلين عبر الزمن.
ظل بنك الخرطوم في طليعة البنوك في الإقليم العربي والأفريقي، ووضعت كوادره نواة العمل المصرفي في الخليج العربي وأفريقيا، فكان السودان مؤسس لبنك التنمية الأفريقي.

## أحداث هامة في مسيرة البنك
1.	1913م: تأسيس البنك تحت مسمي البنك الإنكليزي المصري (Anglo-Egyptian Bank).
2.	1925م: تحول إلى بنك باركليز لما وراء البحار.
3.	1954م: تحول اسمه إلى بنك باركليز DCO.
4.	1970م: تم تأميمه؛ وتحولت ملكيته للدولة تحت مسمى بنك الدولة للتجارة الخارجية.
5.	1975م: تم تعديل الاسم ليصبح بنك الخرطوم.
6.	1983م: دمج فيه بنك الشعب التعاوني (بنك مصر سابقا).
7.	1993م: دمج فيه بنكي الوحدة (البنك العثماني سابقا) والبنك القومي للاستيراد والتصدير.
8.	2002م: تم تحويل البنك إلى شركة مساهمة عامة.
9.	2005م: دخول بنك دبي الإسلامي كشريك استراتيجي بما نسبته 60% من الأسهم التأسيسسة للبنك.
10.	2006م: طرح أسهمه لأول مرة للجمهور للاكتتاب العام بما نسبته 25% من رأس مال البنك الاسمي (المصرح به).
11.	2008م: دمج فيه بنك الإمارات والسودان ليتضاعف رأسماله ويصبح أحد أكبر البنوك في السودان.

## مراحل تطور البنك

في عام 2013 احتفل بنك الخرطوم بمرور 100 عام على تأسيسه

كانت حركة التطورات في سوق المال والبورصات تمثل هاجس للمصرفيين في السودان، وراودت هذه الأفكار المصرفيين في بنك الخرطوم فتناولت كتاباتهم ومناقشاتهم تلك الفكرة التي ولدتها روح النقاش عبر تجوالهم ومشاركاتهم في الندوات الإقليمية في الوطن العربي والعالمية في أوروبا، وبدأت فكرة إنشاء سوق للأوراق المالية في مطلع الثمانينات حتى تمت إجازته في 1991م، ثم صدر قانون سوق الخرطوم للأوراق المالية عام 1994، وبنك الخرطوم يتابع ذلك وبنظرة مستقبلية بادر بنك الخرطوم بتبني فكرة تكوين أول شركة لبنك الخرطوم تعمل في الأوراق المالية، وتزامن مولد الشركة القومية للمعاملات المالية مع قيام سوق الخرطوم؛ وهي أول شركة في السودان تعمل في مجال الاوراق المالية.
وظل بنك الخرطوم يتابع بجد نجاح تجاربه في السوق؛ ناهيك عن دور الشركة القومية للمعاملات المالية التي أثرت حركة السوق فكانت هي السباقة في الترويج لأسهم الكثير من الشركات السودانية الناجحة؛ على سبيل المثال وليس الحصر سوداتل التي تعتبر مفخرة لشركات الاتصالات في العالمين العربي والأفريقي، بالإضافة لكون أسهمها الأكثر تداولاً في البورصة.
تماشياً مع السياسة الاقتصادية الكلية للدولة، وسياسات البنك المركزى في خصخصة بنوك القطاع العام، كان لبنك الخرطوم والشركة القومية للمعاملات المالية دور الترويج لأسهم بنك الخرطوم داخلياً وخارجياً ونجحا في ذلك، وتم دخول شريك استراتيجي برأسمال خارجي مقدر وهو بنك دبي الإسلامي، إضافةً إلى قطاع واسع من حملة أسهم البنك من داخل وخارج البلاد.
وحسب قانون سوق الخرطوم للاوراق المالية نجح بنك الخرطوم في تكملة رأسماله المصرح به والمدفوع في عمليه الطرح؛ لما نسبته 25% من أسهم البنك. وتمت تلك العملية الترويجية في سهولة ويسر، وتجاوز عائدها المبلغ المطلوب، وكان حصيلة هذا الطرح تسجيل فائض اكتتاب بلغ 200% من المبلغ المستهدف لتكملة رأس مال البنك؛ حيث كان المستهدف 32 مليون دولار، وتم الاكتتاب بـ 72 مليون دولار، الأمر الذي استدعى القيام بعملية تخصيص للأسهم علي المساهمين بنسب محددة، وكان ثمرة هذا العمل ما يلي:
1.	تمتع بنك الخرطوم بقاعدة عريضة من المساهمين.
2.	القيام بعملية تخصيص الأسهم علي المساهمين في وقت وجيز جداً وإرجاع المبالغ الفائضة للمساهمين.
3.	طباعة كل شهادات الملكية وتسليمها للمساهمين عبر مراكز الاكتتاب (داخل وخارج السودان) بعد التخصيص مباشرة، وفي زمن قياسي.
4.	إدراج أسهم بنك الخرطوم بسوق الخرطوم للأوراق المالية ضمن لوائح الشركات المدرجة بالبورصة بالسوق النظامية، وكان ذلك في يوم 22 يوليو 2007م، وقد شهد سهم بنك الخرطوم تداول نشط في السوق علي اسهمه منذ الأيام الأولى لإدراجه.
5.	تأسيس قسم خاص بشئون المساهمين والأسهم، ووضع نظام عمل متكامل ؛ يعتمد على النظام الآلي (الحاسوب)، وتحديد دورة مستندية متكاملة لعمل ونشاط القسم، وتم تزويده بكادر مقتدر، وقد واكب ذلك إنشاء وإعداد نظام إلكتروني جديد معد لأغراض خدمة سجل مساهمي ببنك الخرطوم؛ يعتمد النظام الإلكتروني (الآلي) في كل مراحله.
6.	وقد أوجب ذلك التداول النشط القيام بحفظ سجلات المساهمين وللأسهم في سجلات منتظمة ودورة مستندية منضبطة لأعمال شئون المساهمين وفق معايير البورصة وقانونها المنظم للأوراق المالية.
7.	كان بنك الخرطوم من بين الشركات المساهمة العامة السودانية السبّاقة التي قامت بإيداع سجل مساهميها لدى مركز الإيداع والحفظ المركزي ببوصة الخرطوم عند إنشائه في يونيو 2008م.

## الأغراض الرئيسية لبنك الخرطوم وشركاته التابعة ومساهماته في الشركات الأخرى
يمارس بنك الخرطوم جميع الأعمال المصرفية، وفقاً للسياسات التي يصدرها بنك السودان المركزي، ويعد بنك الخرطوم أحد البنوك الشاملة؛ بل وأبرزها في البلاد والتي اتسعت أنشطتها لتشمل أغراض مختلفة ومتنوعة عبر فروعه المنتشرة في كل أنحاء البلاد والتي تزيد عن خمسين فرعاً وعدد من الشركات التابعة المتخصصة والتي مثلت أذرع هامة مكنت البنك من التوسع في جميع الأنشطة وفتحت أمامه مجالات هامة.. هذا إلى جانب قيامه بالأعمال التجارية والمالية والعقارية... إلخ ؛ عبر عدد من الشركات التابعة المتخصصة والمملوكة للبنك وهي : -
1.	الشركة القومية للمعاملات المالية (وسيط مالي معتمد بسوق الخرطوم للأوراق المالية).
2.	الشركة القومية للتجارة (شركة تجارية تمارس النشاط التجاري والخدمي والاستيراد والتصدير....).
3.	الشركة القومية للبيع بالتقسيط والتي تم تغيير اسمها إلى نرجس رشيدي.
4.	الشركة القومية للصرافة.
5.	شركة واحة الخرطوم (تدير أكبر مجمع عقاري وفندق في قلب العاصمة الخرطوم) ويمتلك فيها البنك 60% من الأسهم، إلى جانب مساهمات أخرى في شركات مختلفة.
7.	تشمل محفظة البنك الاستثمارية عدد من الأصول العقارية والمباني إلى جانب عدد من الأوراق المالية المتنوعة.

## الصناديق الاستثمارية التي أصدرها البنك
•	أصدر بنك الخرطوم حتى الآن صندوق واحد هو: صندوق إجارة بنك الخرطوم الاستثماري، وعمره 5 سنوات وبحجم 38.45 مليون جنيه سوداني (ما يعادل 63.55 مليون درهم إماراتي تقريباً)، ويدار هذا الصندوق بواسطة بنك الاستثمار المالي، وصكوك هذا الصندوق متداولة في سوق الخرطوم للأوراق المالية.